# 존 콘스탄틴
존 콘스탄틴(John Constantine, /ˈkɒnstəntaɪn/)은 DC 코믹스에서 출간한 만화책에 등장하는 안티히어로 공상 캐릭터이다. 공동 작가 앨런 무어, 스티브 비제트와 존 토틀레벤이 창작했으며, 1985년 6월 스웜프 씽 (vol. 2) #37에서 처음으로 등장한다. 그는 코믹북 헬블레이저 (1988-2013)와 콘스탄틴 (2013-)에서 주인공 역을 맡고 있다.
헬블레이저에서,콘스탄틴은 런던에서 살고 있는 노동자 계급 출신의 마법사이자 퇴마사이며, 사기꾼이다. 그는 그의 끝을 모르는 비꼬는 말과 냉소적인 유머, 무자비한 사기와 꼴초로 알려져있지만, 또한 그는 그의 인생에서 조금의 선한 행위를 추구할 의지가 있는 열렬한 휴머니스트이기도 하다. 원래는 "American Gothic" Swamp Thing의 스토리라인에서 중심이 되는 보조 캐릭터였으나, 1988년에 독자적인 캐릭터가 되었다. 팝 아티스트 스팅을 모델로 하였다고 한다.2005년에 개봉한 실사화 영화 콘스탄틴에서 미국인화된 역할을 키아누 리브스가 연기하였다. 웨일즈 출신의 배우 맷 라이언이 NBC에서 방영하는 드라마 버전의 콘스탄틴에 캐스팅 되었다.
헬블레이저 시리즈는 오랫동안 연재되고 가장 성공적인 DC 코믹스사의 버티고 출판물이였다. 엠파이어 매거진은 역사상 최고의 코믹스 캐릭터 50인 중에서 컨스턴타인은 3위에 선정하였다. 반면, IGN은 그를 최고의 코믹스 히어로중 29위에 선정하였고, 위저드 매거진은 역사상 최고의 코믹스 캐릭터 200인중 10위에 선정하였다.